# Улица Конструктора Лукина
Улица Конструктора Лукина — улица в Зеленоградском административном округе города Москвы, на территории района Силино. Проходит от Проектируемого проезда № 684.

## Происхождение названия
Улица названа 6 июля 2018 года в честь Фёдора Викторовича Лукина (1908—1971) — конструктора радиолокационных систем, первого директора зеленоградского Центра микроэлектроники. Прежнее название — Проектируемый проезд № 683.

## Описание
Движение двустороннее, двухполосное в обоих направлениях. Улица, по сути, является главной дорогой площадки «Алабушево» Особой экономической зоны «Технополис "Москва"», пересекая ее по диагонали. По улице, в частности, располагается здание административно-делового центра ОЭЗ (д. 14с1). Въезд на улицу перекрыт двумя КПП — со стороны Проектируемого проезда № 684 и со стороны проспекта Генерала Алексеева, подходящего к улице в её середине.

## Транспорт
По улице маршруты наземного транспорта не проходят.